# سانتياغو مارتين ريفاس
سانتياغو مارتين ريفاس (بالإسبانية: Santiago Martín Rivas)‏ هو عسكري بيروفي، ولد في 4 نوفمبر 1957 في Lucma District, Gran Chimú ‏ في بيرو.